# Aneuropria
Aneuropria (лат.) — род паразитических наездников семейства диаприиды надсемейства Diaprioidea (или Proctotrupoidea, триба Psilini) подотряда стебельчатобрюхие отряда перепончатокрылые насекомые. Неарктика, Палеарктика, Африка.

## Описание
Мелкие насекомые (1—2 мм). Усики 12—14-члениковые. Цвет тела тёмно-чёрный с более светлыми придатками, преимущественно гладкий, сильно блестящий, с относительно небольшим количеством волосков (плотные серебристые волоски на петиоле и проподеуме), некоторыми ворсистыми подушечками, но без пенистых структур; лабрум субтреугольный, открытый, склеротизованный; оральный киль сильно развит, что позволяет перемещать мандибулы только вдоль вертикальной оси; мандибула длинная, согнутая, двузубая, отчётливо выступающая назад (опистогнатная); A1 не вооружен, без апикальных створок; A4 у самца не изменена; срединный киль проподеума сильно редуцирован; плика сильно развита, выступающая задняя часть проподеума глубоко выемчатая; петиоль короткий, примерно такой же длины, как и ширины, передний край на Т2 (макротергит) выемчатый медиально. Паразитоиды куколок двукрылых насекомых (Rhagoletis, Tephritidae).
- Aneuropria bifurcata (Dodd, 1920) (Палеарктика: Испания)[2]
- Aneuropria foersteri (Kieffer, 1910) typus (Палеарктика)
  - Polypeza foersteri Kieffer, 1910[3]
  - Aneuropria clavata Kieffer, 1905
- Aneuropria kilimandjaroi (Kieffer, 1913) (Танзания)
- другие (Неарктика)